# Free State Stars Football Club
Il Free State Stars Football Club è stata una società calcistica, con sede nella città di Bethlehem in Sudafrica.

## Storia
Fondato nel 1977 a Makwane, il club ottenne la promozione nella National First Division nel 1986.
La squadra vinse la Coppa di Lega sudafricana, (allora conosciuta come Coppa Coca-Cola) nel 1994.
Nel 2003 Mike Mokoena, acquistò il Maholosiane FC, facendo acquisire al club lo status dell'altro club.
Dopo una stagione deludente nella massima serie, con la prima squadra che finì ultima in classifica, il club fu retrocesso. 
La stagione 2006-2007, tuttavia, si è rivelata un enorme successo con le Stelle che hanno dominato la National First Division e si sono assicurate ancora una volta la promozione in PSL.
Nel dicembre 2006 si sono aggiudicati anche la prima edizione della Baymed Cup, battendo in finale l'FC AK .
Nel 2022 il club ha ceduto il diritto di militare in National First Division al Casric Stars, restando senza una squadra rappresentativa nel calcio professionistico.

## Cronologia allenatori
- Kinnah Phiri (2007–2008)
- David Duncan (2008)
- Owen Da Gama (2008)
- Themba Sithole (2008)
- Steve Komphela (2008–2009)
- Themba Sithole (interim) (2009)
- Valinhos (2009)
- Themba Sithole (2009)
- Gordon Igesund (2009–2010)
- Sunday Chidzambwa (2010)
- Steve Komphela (2010-2013)
- Themba Sithole (interim) (2013–2022)

## Palmarès

### Competizioni nazionali
- Coppa del Sudafrica: 1

2017-2018
- Coppa di Lega sudafricana: 1

1994
- National First Division: 2

2004-2005, 2006-2007

### Altri piazzamenti
- Coppa del Sudafrica:

Finalista: 1994
Semifinalista: 2008, 2015-2016
- Coppa di Lega sudafricana:

Finalista: 1996
Semifinalista: 2008, 2012, 2016
- National First Division:

Secondo posto: 2003-2004

## Organico

### Rosa 2015-2016
| N. |                         | Ruolo | Calciatore          |
| -- | ----------------------- | ----- | ------------------- |
| 1  | Burkina Faso (bandiera) | P     | Daouda Diakité      |
| 3  | Sudafrica (bandiera)    | D     | Reabetswe Rakoti    |
| 4  | Sudafrica (bandiera)    | C     | Makhehlene Makhaula |
| 5  | Sudafrica (bandiera)    | C     | Paulus Masehe       |
| 6  | Namibia (bandiera)      | D     | Da Costa Angula     |
| 8  | Sudafrica (bandiera)    | C     | Danny Venter        |
| 9  | Sudafrica (bandiera)    | C     | Tshepo Mothipa      |
| 11 | Namibia (bandiera)      | C     | Henrik Somaeb       |
| 12 | Sudafrica (bandiera)    | A     | Mbuyiselo Thethani  |
| 13 | Sudafrica (bandiera)    | C     | Lucky Mohomi        |
| 15 | Sudafrica (bandiera)    | C     | Angelo Kerspuy      |
| 16 | Sudafrica (bandiera)    | C     | Nyiko Tshabangu     |
| 17 | Tanzania (bandiera)     | C     | Mrisho Ngassa       |
| 18 | Burkina Faso (bandiera) | D     | Robert Sankara      |
| 19 | Sudafrica (bandiera)    | D     | Sifiso Mbhele       |
| 20 | Sudafrica (bandiera)    | D     | Katlego Mashego     |
| 21 | Sudafrica (bandiera)    | A     | Sinawo Masana       |

| N. |                      | Ruolo | Calciatore          |
| -- | -------------------- | ----- | ------------------- |
| 23 | Sudafrica (bandiera) | A     | Moeketsi Sekola     |
| 24 | Sudafrica (bandiera) | D     | Bokang Thato Thlone |
| 25 | Sudafrica (bandiera) | D     | Reuben Thebakang    |
| 26 | Sudafrica (bandiera) | C     | Cebo Masena         |
| 27 | Sudafrica (bandiera) | D     | Themba Shabalala    |
| 28 | Sudafrica (bandiera) | C     | Sello Japhta        |
| 29 | Sudafrica (bandiera) | A     | Sthembiso Ngcobo    |
| 30 | Sudafrica (bandiera) | P     | Lindokuhle Nkambule |
| 31 | Sudafrica (bandiera) | P     | Johnny Mathole      |
| 32 | Sudafrica (bandiera) | P     | Mpho Thulo          |
| 33 | Sudafrica (bandiera) | D     | Justice Chabalala   |
| 40 | Zambia (bandiera)    | D     | Davies Nkausu       |
| 41 | Sudafrica (bandiera) | C     | Mothusi Gopane      |
| 45 | Sudafrica (bandiera) | A     | Ayanda Nkosi        |
| 50 | Sudafrica (bandiera) | D     | Nhlanhla Vilakazi   |
| 67 | Belgio (bandiera)    | A     | Andrea Fileccia     |